# 卸本町 (浜松市)
卸本町（おろしほんまち）は静岡県浜松市中央区の町名。丁番を持たない単独町名である。住居表示未実施。

## 地理
浜松市中央区の南部、新津地区の東部に位置する。米津町、田尻町、白羽町と接する。

### 河川
- 屋島川

### 学区
小学校・中学校の学区は以下の通りである。
- 浜松市立砂丘（すなおか）小学校
- 浜松市立新津中学校

## 歴史

### 町名の由来
団地の卸店で働く人たちから懸賞応募して決定した。

### 沿革
- 1889年（明治22年）4月1日 - 町村制施行。法枝村・米津村は周辺の村と合併し、敷知郡新津村大字法枝・大字米津となる[書籍 3]。
- 1896年（明治29年）4月1日 - 郡制の施行により新津村の所属郡が浜名郡に変更となる[書籍 4]。
- 1951年（昭和26年）3月23日 - 新津村が浜松市に編入される。住所表記が浜松市大字法枝・大字米津となる[書籍 5]。
- 1952年（昭和27年） - 浜松市大字法枝・大字米津から浜松市法枝町・米津町に住所表記を変更する[書籍 6]。
- 1971年（昭和46年）5月1日 - 浜松卸商団地の完成に伴い、法枝町及び米津町の各一部をあわせて卸本町を新設[書籍 6]。
- 1992年（昭和47年）4月1日 - 小学校区が新津小学校から砂丘小学校へ変更となる[書籍 7]。
- 2007年（平成19年）4月1日 - 浜松市が政令指定都市となる。卸本町は南区の一部となる。
- 2024年（令和6年）1月1日 - 浜松市の行政区再編により、卸本町は中央区の一部となる。

## 施設
- 浜松卸商団地
  - 協同組合浜松卸商センター（アルラ）
- 浜松卸本町郵便局
- 本町公園
- 本町南公園

## 交通

### 道路
- 国道1号（浜松バイパス）[書籍 8]

## その他

### 警察
警察の管轄区域は以下の通りである。
| 番・番地等 | 警察署         | 交番・駐在所 |
| ---------- | -------------- | ------------ |
| 全域       | 浜松中央警察署 | 卸本町駐在所 |

### 消防
消防の管轄区域は以下の通りである。
| 番・番地等 | 消防署   | 本署/出張所 |
| ---------- | -------- | ----------- |
| 全域       | 南消防署 | 本署        |

### 書籍
1. ↑  『わが町文化誌 潮かおる浜の里』浜松市新津図書館活動推進委員会、1995年3月16日、60頁。
2. ↑  『わが町文化誌 潮かおる浜の里』浜松市新津図書館活動推進委員会、1995年3月16日、60頁。
3. ↑  『浜松市史 三』浜松市役所、1980年3月26日、176頁。
4. ↑  『わが町文化誌 潮かおる浜の里』浜松市新津公民館活動推進委員会、1995年3月16日、42頁。
5. ↑  『わが町文化誌 潮かおる浜の里』浜松市新津公民館活動推進委員会、1995年3月16日、58-60頁。
6. 1 2  『わが町文化誌 潮かおる浜の里』浜松市新津公民館活動推進委員会、1995年3月16日、60頁。
7. ↑  『わが町文化誌 しらわき 川と海に育まれて』浜松市白脇公民館活動推進委員会、1996年12月25日、184頁。
8. ↑  『わが町文化誌 潮かおる浜の里』浜松市新津図書館活動推進委員会、1995年3月16日、130,131頁。

### WEB
1. ↑  “h02_22.csv”.   総務省 (2022年2月10日). 2024年8月7日閲覧。
2. ↑  “chuouku_menseki.xlsx”.   浜松市 (2024年3月12日). 2024年8月7日閲覧。
3. ↑  “静岡県 浜松市中央区 卸本町の郵便番号 - 日本郵便”.   日本郵便. 2025年2月15日閲覧。
4. ↑  “市外局番の一覧”.   総務省 (2022年3月1日). 2024年8月7日閲覧。
5. ↑  “事業所案内及び管轄地域（事務所3件、分室3件）”.   一般社団法人静岡県自動車会議所. 2024年8月7日閲覧。
6. ↑  “住居表示実施状況／浜松市”.   浜松市 (2024年1月4日). 2024年8月7日閲覧。
7. ↑  “学校名から探す／浜松市”.   浜松市 (2024年1月1日). 2024年8月7日閲覧。
8. ↑  “卸本町駐在所｜静岡県警察”.   静岡県警察 (2024年4月1日). 2024年8月7日閲覧。
9. ↑  “消防署の町別管轄「お」／浜松市”.   浜松市 (2024年3月21日). 2024年8月7日閲覧。